# كنيسة حنانيا

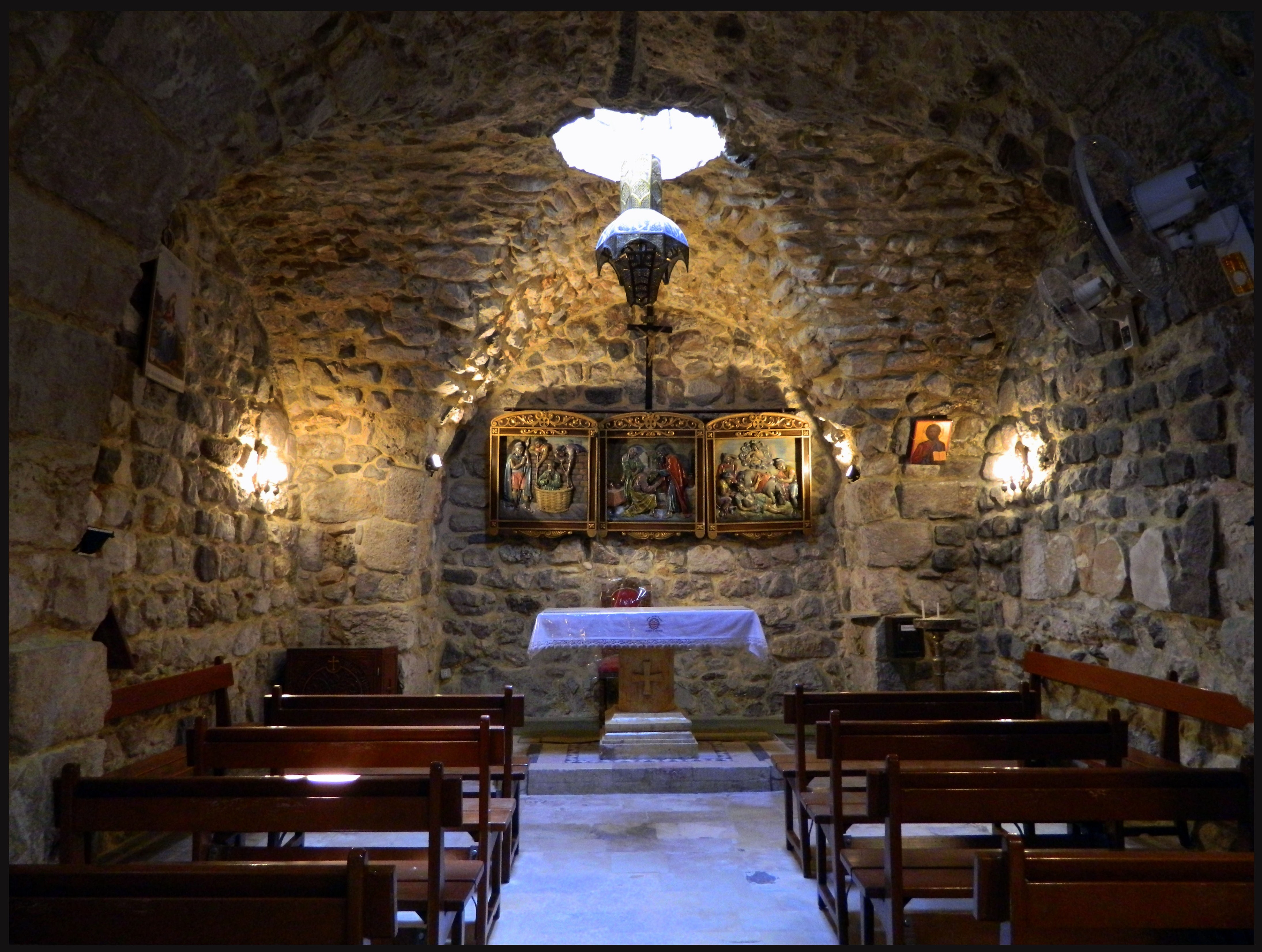
صورة من داخل الكنيسة

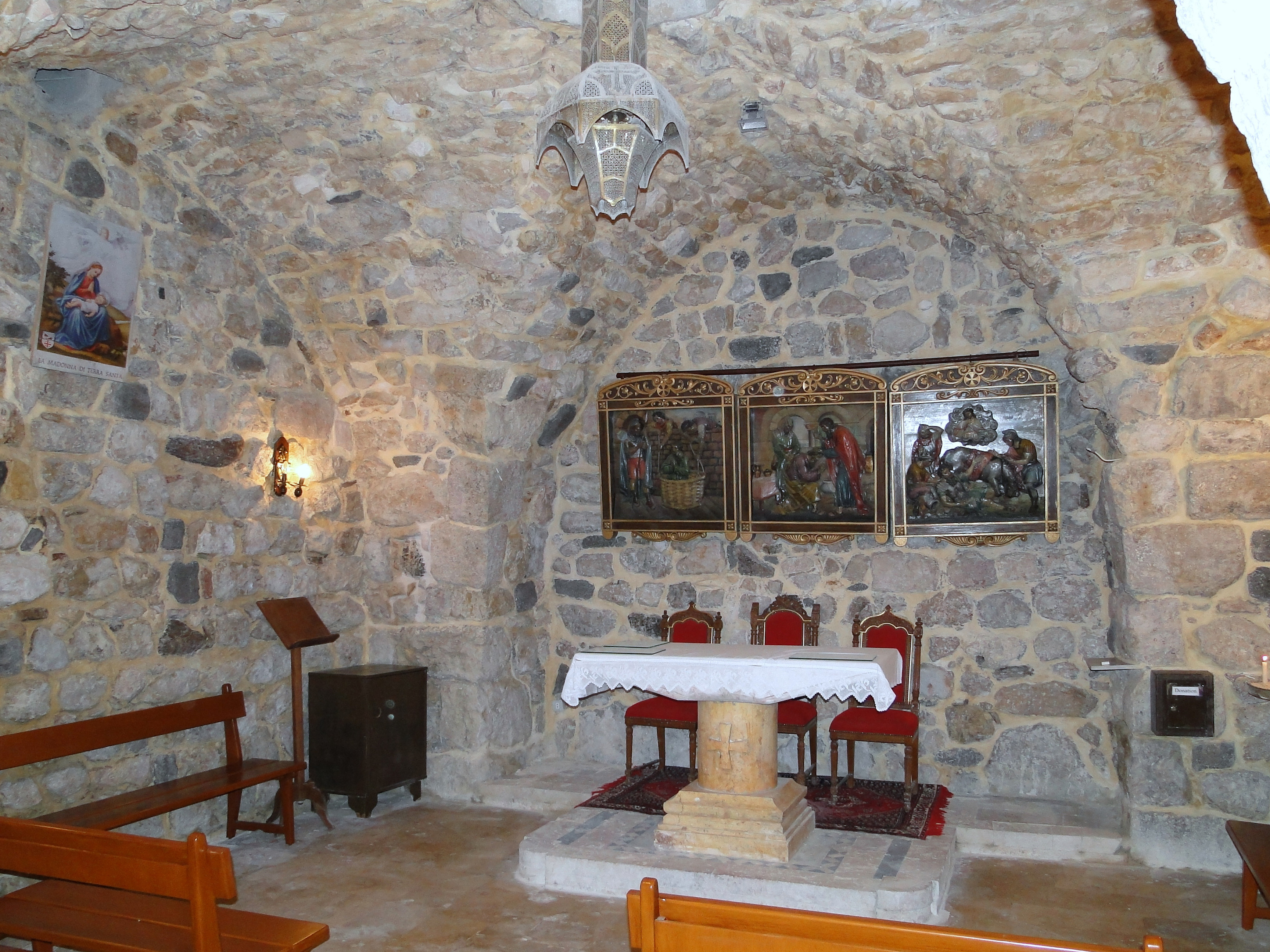

كنيسة القديس حنانيا (بالعبرية: הֲנַנְיָה) في سوريا بمدينة دمشق في حي باب توما تعتبر الأقدم في دمشق بعد الكنيسة المريمية ومن أقدم الكنائس في العالم تعود للحقبة الرومانية، وتقع في حي حنانيا أحد الأحياء المسيحية التاريخية العريقة في حي باب توما العريق أحد أحياء دمشق القديمة، وتقع الكنيسة القديمة تحت الأرض ينزل إليها بدرج يفضي إلى تحفة تاريخية تعود إلى أكثر من 2000 عام.

## وصف الكنيسة
حوفظ في هذه الكنيسة على النمط الدمشقي الأرثوذكسي، أرضيتها مبلطة بالبلاط المجزع الكبير بفواصل سوداء، لها ثلاثة أروقة كل منها محمول على ثلاثة أعمدة مربعة الشكل تتكئ عليها الشعرية، فيها (أيقونسطاس) خشبي غير محفور بثلاثة أبواب ملوكية، وفي أعلاه وتحت سقف الكنيسة مباشرة وضعت رايتان روسيتان جميلتان واحدة للسيد والثانية للسيدة والسقف مماثل لسقوف البيوت العربية الدمشقية الشهيرة في سوريا المسقوفة بأشجار الحور والصفصاف وفي وسط الكنيسة تنتشر مقاعد المؤمنين في الأروقة الثلاثة، بالإضافة إلى صف من المقاعد الجدارية الخشبية على محيط الكنيسة، وعرشين: أحدهما بطريركي والثاني أسقفي.
أما العرش البطريركي فهو فخم مصدّف ومتقن الصنعة عليه عبارة تفيد أنه إهداء من كنيسة السيدة بطريركية الروم الكاثوليك وفي الكنيسة الكثير من الأيقونات الرائعة.

## أقدم الكنائس

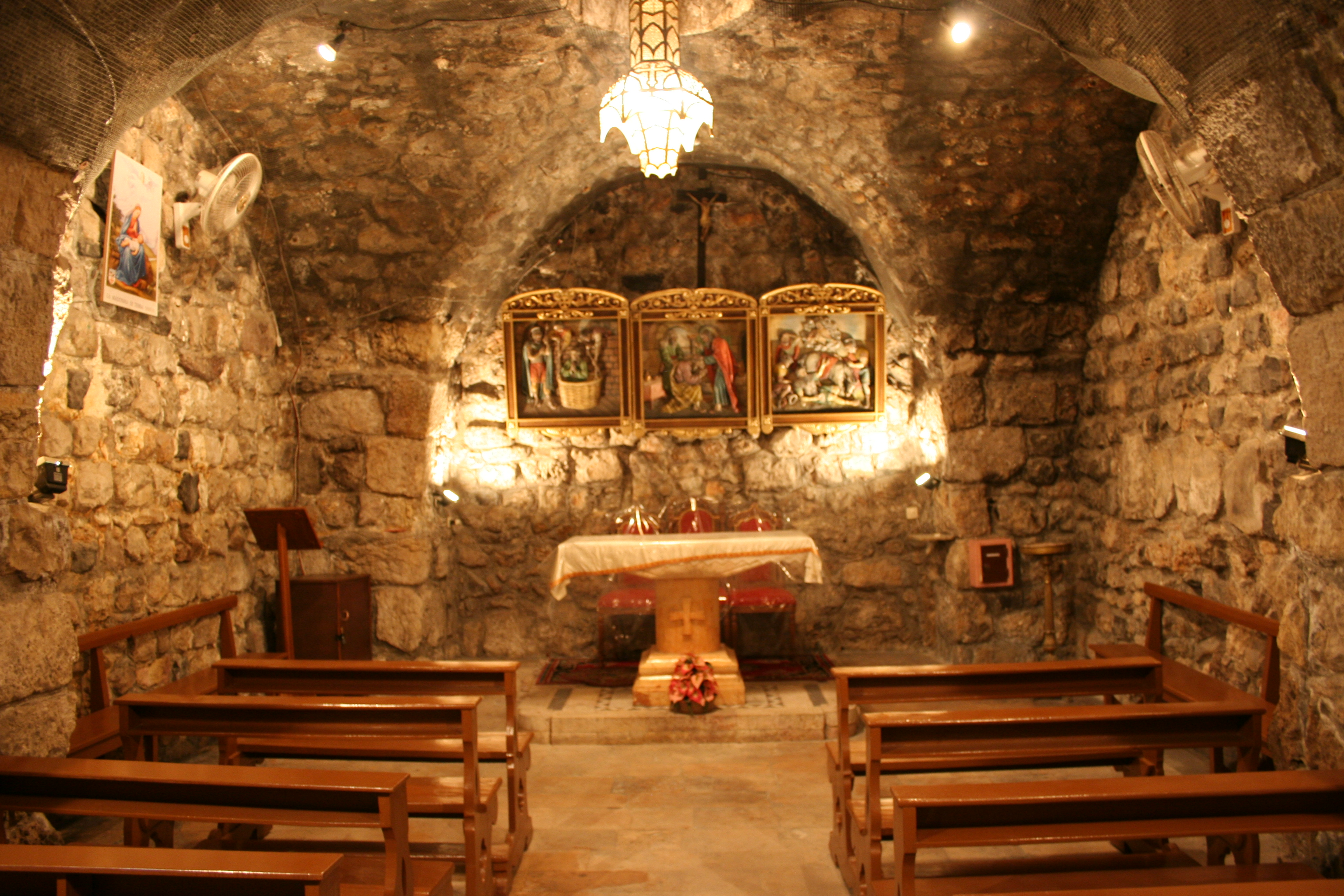
الكنيسة من الداخل

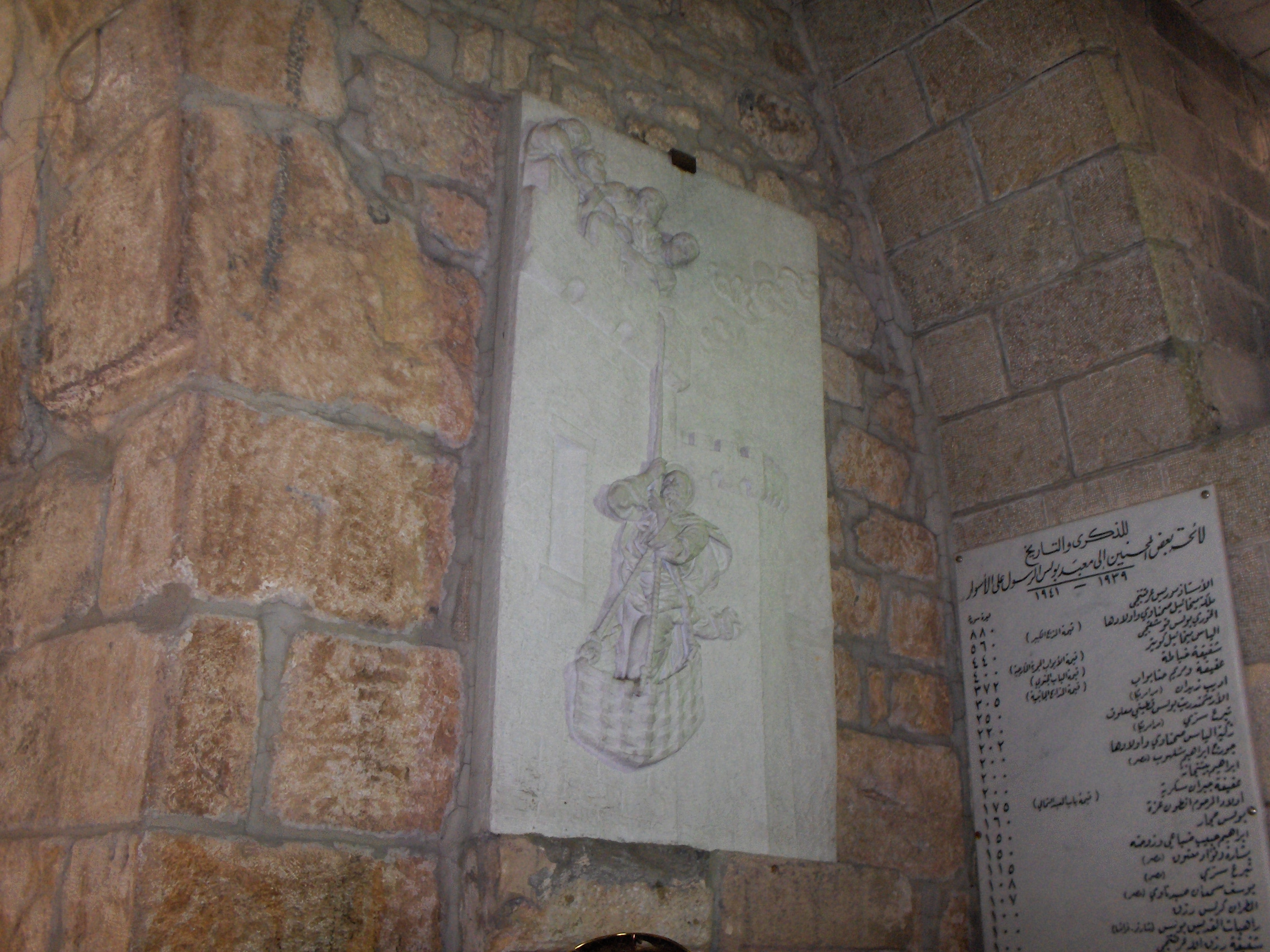
على أحد الجدران

إذا مررنا حالياً من أمام هذه الكنيسة التاريخية في دمشق التي هي عبارة عن بناء شرقي دمشقي يمتد حائطه الجنوبي حيث الباب في زقاق القرشي ـ الميدان والتي كانت مجمعاً متكاملاً يحوي بالإضافة إلى الكنيسة دار مدرسة حنانيا الرسول المختلطة الابتدائية وجمعية حب الرحمة الخيرية، نجد أن الحائط قد تغيرت معالمه الأساسية يتضح ذلك من الحجر البازلتي الأسود الذي بني به مع الكنيسة والذي اختفى إبان الترميم تحت الطبقة الاسمنتية المدهونة باللون الأبيض الداكن اما في الداخل فتتضح المعالم التاريخية القديمة لبناء الكنيسة.
تعلو أحد الأبواب لافتة رخامية كتب عليها: (كنيسة القديس الرسول حنانيا الأرثوذكسية تأسست عام 1815) هذا التاريخ يدل على إعادة بناء الكنيسة في الأعلى وتعود الكنيسة القديمة إلى الفترة الرومانية أكثر من ألفي سنة كانت معبداً وثنياً وتحولت إلى كنيسة يُطلق عليها «بيت حنانيا» وما زالت محافظة على معالمها الآثرية القديمة والكنيسة القديمة كما هي تقع تحت مستوى سطح الأرض وتعمد في هذة الكنيسة بولس الرسول على يد القديس حنانيا وقد رممت أيام الدولة الأموية - 700 / 712 م ورُممت عدة مرات بعد ذلك.
فما أن تدخل من الباب مباشرة إلى حرم الكنيسة الداخلي الجنوبي لتجد أنك في ساحة سماوية بسيطة تشبه مثيلاتها من البيوت الدمشقية، ومن الجهتين الشرقية والغربية غرف أرضية وأخرى عليا، والكنيسة مربعة الشكل مؤلفة من طبقة أرضية وشعرية للنساء وقبة مربعة، يحيط بها من جانبيها الجنوبي والشمالي فناء أو فسحة سماوية، أما جانبها الغربي فهو عبارة عن دهليز مسقوف يتسع قليلاً ويؤدي إلى درج الشعرية، بجانب هذا الدرج بئر الجرسية، وفيه برج الجرسية الاسمنتي، وقد كان خشبياً جميلاً، ولكنه كان آيلاً للسقوط، فاستبدل إبان الترميم عام 1983 ببرج إسمنتي يظهر من بعيد بوضوح.
وللكنيسة ثلاثة أبواب تحت الأروقة، محاطة بزخارف حجرية دمشقية جميلة جداً، والأبواب خشبية محفورة ومقطعة بفن جميل، ولونها بني كلون بقية قطع الأثاث والأيقونسطاس والنوافذ والمقاعد، أما فوق الباب الغربي، فتعد النقوش الحجرية هي الأصل بين هذه الأبواب الثلاثة، تعلو هذا الباب رخامة كانت على ما يبدو تحمل نقوشاً طليت حين الترميم ويفضي آخر الدهليز في يسار الجهة الشمالية إلى صالون صغير كان غرفة إدارة مدرسة حنانيا الرسول الأرثوذكسية تعلوها غرفة مماثلة يدخل إليها من الشعرية.
هكذا حافظت هذه الكنيسة التي تعد من أقدم الكنائس، بقيت على أصالتها رغم توالي القرون فبقيت دمشقية الروح في زخارفها وتزييناتها الحجرية والخشبية وفي طرازها المعماري وبنائها وتقسيماتها لتغدو نقطة مضيئة في تاريخ دمشق تحكي قصة الحب الأزلي بين الله والإنسان من قلب أحد أحيائها العريقة في القدم.